# Iracemápolis
Iracemápolis is een gemeente in de Braziliaanse deelstaat São Paulo. De gemeente telt 19.700 inwoners (schatting 2009).

## Geografie

### Aangrenzende gemeenten
De gemeente grenst aan Cordeirópolis, Limeira, Piracicaba, Santa Bárbara d'Oeste en Santa Gertrudes.

## Geboren
- Elano Ralph Blumer, "Elano" (1981), voetballer

## Religie
Het Christendom is als volgt in de stad aanwezig:

### Katholieke Kerk
De katholieke kerk in de gemeente maakt deel uit van het Bisdom Limeira.

### Protestantse Kerk
De meest uiteenlopende evangelische overtuigingen zijn aanwezig in de stad, voornamelijk pinkstergelovigen, waaronder onder meer de Assemblies of God in Brazilië (de grootste evangelische kerk van het land) en de Christelijke Congregatie in Brazilië. Deze denominaties groeien steeds meer in heel Brazilië.